# Couchbase Server
Couchbase Server, първоначално известен като Membase, е разпределена документно-ориентирана NoSQL БД с отворен код, която е оптимизирана за интерактивни приложения. Тези приложения трябва да обслужват много потребители едновременно; да създават, сортират, извличат, събират, манипулират и представят данните. В подкрепа на този вид нужди на приложенията, Couchbase е проектиран така, че да достави лесен за измерване ключ-стойност или документен достъп с ниска латентност и постоянно висока производителност. Той е създаден да бъде групиран от единична машина до много голям брой разширения.
За тези, които са запознати с memcached, Couchbase Server осигурява съвместимост на клиентския протокол on-the-wire, но е проектиран, за да се добавя устойчивост на диска, копиране на данните, преконфигуриране на клъстера в реално време, ребалансиране и multitenancy с разпределяне на данните.
Компании като AOL, Cisco, Concur, LinkedIn, Orbitz, Salesforce.com, Shuffle Master, Zynga, NHN Corporation и стотици други по целия свят, използват Couchbase Server за техните интерактивни уеб и мобилни приложения.
Според теоремата CAP (Консистентност (C), Наличност (A), Възможност за разделяне между много сървъри (P)) на Ерик Брюър, Couchbase е тип CP система.